# Neallogaster
Neallogaster is een geslacht van echte libellen uit de familie van de bronlibellen (Cordulegastridae).

## Soorten
- Neallogaster annandalei (Fraser, 1923)
- Neallogaster choui Yang & Li, 1994
- Neallogaster hermionae (Fraser, 1927)
- Neallogaster jinensis (Zhu & Han, 1992)
- Neallogaster latifrons (Selys, 1878)
- Neallogaster lunifera (Selys, 1878)
- Neallogaster ornata Asahina, 1982
- Neallogaster pekinensis (McLachlan in Selys, 1886)
- Neallogaster schmidti Asahina, 1982